# オーフラ・ハーノイ
オーフラ・ハーノイ（Ofra Harnoy、1965年1月31日 - ）は、カナダ人チェロ奏者。
6歳で父親の手ほどきでチェロを始め、その後ヴラディーミル・オルロフ、ウィリアム・プリース、ピエール・フルニエ、ジャクリーヌ・デュ・プレ、ムスティスラフ・ロストロポーヴィチに師事した。
イスラエルに生まれる。1971年に家族に連れられイスラエルからトロントに移住した。ロイヤル音楽院に入学。10歳でオーケストラと共演してデビューし、1982年にカーネギー・ホールにおけるデビューで批評筋から高い評価をかち取った。この頃「チェロの妖精」というキャッチ・フレーズが用いられた。1983年にジャック・オッフェンバックのチェロ協奏曲を世界初演し、1984年にはアーサー・ブリスの協奏曲の北米初演を行なった。いくつかのアントニオ・ヴィヴァルディの協奏曲の世界初演も行なっている。1995年にカナダ政府よりカナダ勲章を叙勲された。